# Соцци, Оливио
Оливио Соцци (итал. Olivio Sozzi) (14 октября 1690 года, Катания — 31 октября 1765 года, Испика) — сицилийский художник XVIII века.

## Жизнь и творчество
Оливио Соцци первоначально изучал искусство в Палермо. Здесь он женился на богатой наследнице Катерине Капелло, чьё приданое позволило ему в 1729 году продолжить обучение в Риме в мастерской Себастьяно Конки. В Риме Соцци стал приверженцем школы римского классицизма. В 1732 году Соцци вернулся на Сицилию.
Самая значительная работа Оливио Соцци связана с базиликой Санта-Мария-Маджоре в городе Испика (1763 год). В этой церкви Оливио Соцци принадлежат 26 фресок, считающихся одними из шедевров сицилийского изобразительного искусства XVIII века. Им же расписан вестибюль палермской церкви Марторана.
Оливио Соцци погиб 31 октября 1765 года, упав с лесов во время работы над фресками большой капеллы Вознесения Богородицы в базилике Санта-Мария-Маджоре города Испика. Погребён в этой же капелле.
Франческо Соцци и Вито д'Анно, сын и зять Оливио Соцци, также являются известными сицилийскими художниками.